# Gare de Mennessis
La gare de Mennessis est une gare ferroviaire française des lignes de Creil à Jeumont et d'Amiens à Laon, située sur le territoire de la commune de Mennessis, dans le département de l'Aisne en région Hauts-de-France. 
C'est une halte ferroviaire de la Société nationale des chemins de fer français (SNCF), desservie par des trains TER Hauts-de-France.

## Situation ferroviaire
Établie à 65 m d'altitude, la gare de Mennessis est située au point kilométrique (PK) 135,390 de la ligne de Creil à Jeumont, entre les gares de Tergnier et de Montescourt. Elle est également située au PK 74,501 de la ligne d'Amiens à Laon entre les gares ouvertes de Flavy-le-Martel et de Tergnier. La gare est sur une portion de tracé commun aux deux lignes qui se séparent au saut-de-mouton de Mennessis.
Elle dépend de la région ferroviaire d'Amiens. Elle dispose de deux voies principales (V1 et V2) et trois quais d'une « longueur continue maximale » (longueur utile) : de 166 m pour le quai 1 (V1), 140 m pour le quai 2 (V2) et 140 m pour le quai 3 (V1).

## Histoire
Le raccordement stratégique entre les lignes d'Amiens et de Busigny a été rouvert afin de permettre la circulation de quelques trains Amiens - Saint-Quentin évitant ainsi le rebroussement en gare de Tergnier.

## Fréquentation
De 2015 à 2023, selon les estimations de la SNCF, la fréquentation annuelle de la gare s'élève aux nombres indiqués dans le tableau ci-dessous.
| Année     | 2015   | 2016  | 2017  | 2018  | 2019  | 2020  | 2021  | 2022   | 2023   |
| --------- | ------ | ----- | ----- | ----- | ----- | ----- | ----- | ------ | ------ |
| Voyageurs | 10 404 | 8 732 | 8 656 | 8 141 | 6 698 | 6 485 | 9 494 | 12 627 | 15 122 |

## Service des voyageurs

### Accueil
Halte SNCF, c'est un point d'arrêt non géré (PANG) à entrée libre. La gare se trouve en haut juste après un viaduc, l'accès aux quais est en montée.  

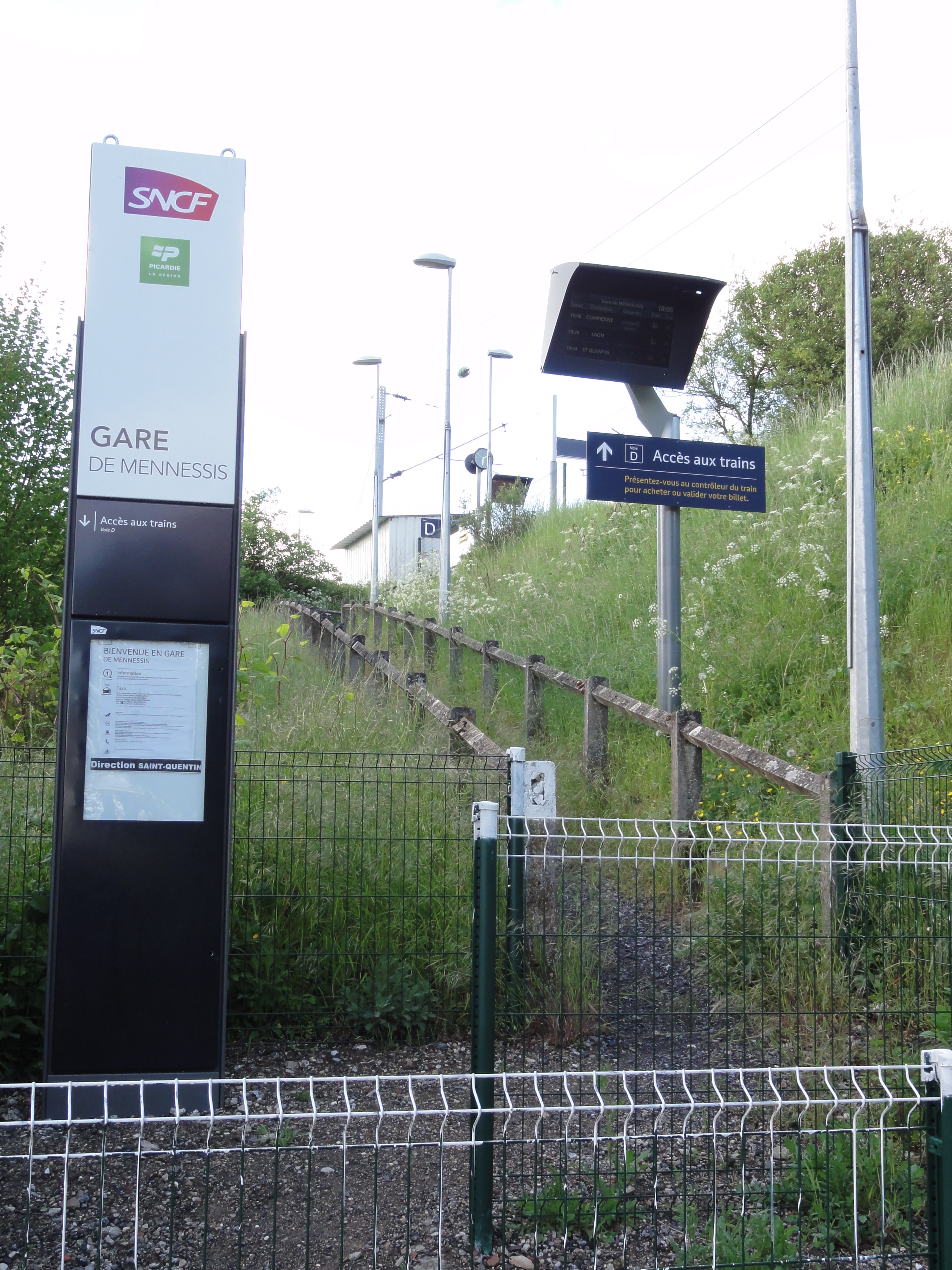
Un des sentiers d'accès à la gare

### Desserte
Mennessis est desservie par des trains régionaux TER Hauts-de-France qui effectuent des missions entre les gares : de Compiègne et de Saint-Quentin ; d'Amiens et de Tergnier ou de Laon. En 2009, la fréquentation de la gare était de 21 voyageurs par jour.

### Intermodalité
Le parking des véhicules est possible à proximité de l'ancien bâtiment voyageurs.